# 1399

## أحداث
- أمر الملك الإسباني مارتن إل هومانو بنقل الكأس المقدسة إلى قصره في سرقسطة.
- تسجيل ظهور الغجر لأول مرة في التاريخ في منطقة بوهيميا في تشيكيا.
- تتويج هنري بولينجبروك بصفته الملك هنري الرابع على عرش إنجلترا بعد إجبار الملك ريتشارد الثاني على التخلي عن العرش.
- استرجع السلطان العثماني أبا يزيد الأول من المماليك سنة 1399م حصن منصور (آدي يمان) ومدينة ملاطية، والبستان، ووصل إلى الفرات، وأخضع خربوط وأرزنجان.ونظرا لما أحرزه السلطان أبا يزيد من انتصارات لقبه الخليفة العباسي المتوكل بن المعتضد بلقب: سلطان أقاليم الروم.

## مواليد
- 22 يونيو – جادويغا ملكة بولندا، وريثة افتراضية في بولندا (وفاة 1399)
- تاريخ غير معلوم
  - William II Canynges، تاجر إنجليزي (تاريخ تقريبي؛ وفاة 1474)
  - زرع يعقوب، امبراطور إثيوبيا (وفاة 1468)
  - روجير فان در فايدن (أو 1400)

## وفيات
- إعدام ملك إنجلترا ريتشارد الثاني بعد أن ألقى البرلمان القبض عليه.

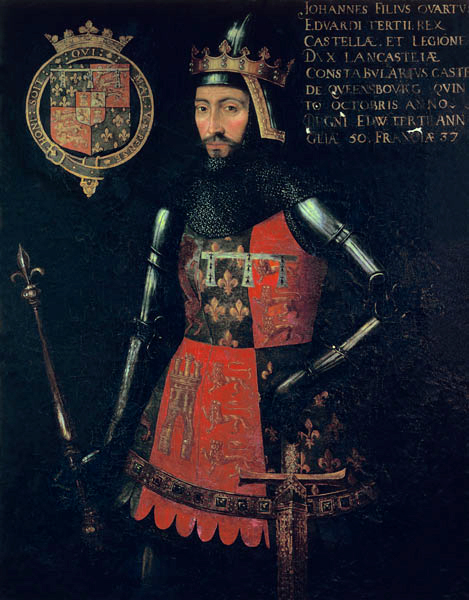
جون غونت died 3 فبراير

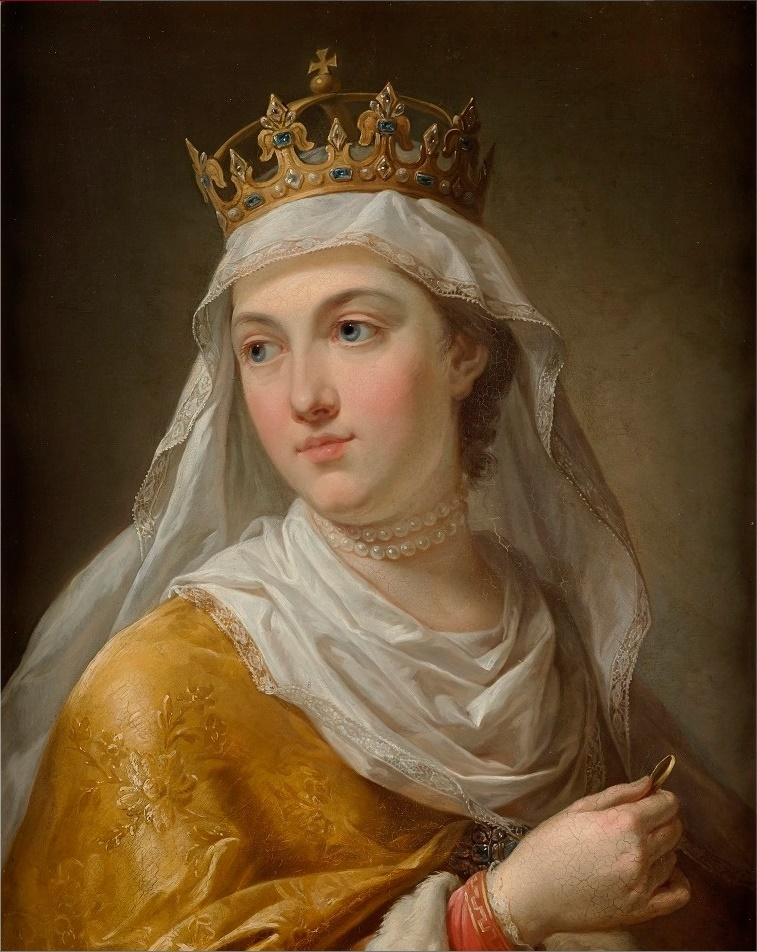
جادويغا ملكة بولندا died 17 يوليو

- 4 يناير – Nicholas Eymerich, Catalan theologian and inquisitor
- 3 فبراير – جون غونت (دوق لانكاستر الأول) (مواليد 1340)
- 24 مارس – Margaret, Duchess of Norfolk, daughter and eventual sole heir of Thomas of Brotherton (مواليد c. 1320)
- 12 مايو – Demetrius I Starshy, Prince of Trubczewsk (in battle) (مواليد 1327)
- 13 يوليو
  - بيتر بارلر, German architect (مواليد 1330)
  - جادويغا ملكة بولندا, Heiress presumptive of Poland (مواليد 1399)
- 17 يوليو – Queen جادويغا ملكة بولندا (مواليد 1374)
- 22 سبتمبر – توماس دي موبراي، أول دوق لنورفلك، سياسي إنجليزي (مواليد 1366)
- 3 أكتوبر – إلينور دي بوهون، نبيلة إنجليزية (مواليد 1360)
- 5 أكتوبر – ريموند أوف كابوا، راهب دومانيكاني إيطالي (مواليد 1330)
- 1 نوفمبر – جون الخامس، دوق بريتاني (مواليد 1339)
- تواريخ غير معلومة
  - Spytek z Melsztyna، نبيل بولندي
  - وليام لو سكروب أول إيرل في ويلتشاير (مواليد 1350)
  - السلطان الظاهر سيف الدين برقوق - مصر
  - تران نغونغ، حاكم سابق من أسرة تران فيتنام (أجبر على الإعدام)